# I-Sprint Innovations
i-Sprint（アイ・スプリント、正式社名: i-Sprint Innovations Pte Ltd、は、セキュリティ関連のソフトウェア・パッケージ製品を提供する企業である。本社はシンガポールに所在する。

## 概要
2000年にグローバルな金融機関の監査、コンプライアンス、IT基盤にたずわらっていた複数のメンバーらにより、シンガポールにおいて創業を開始した会社。製品は、E2EEでのインターネットバンキング用のアクセス管理、大規模な納税のための認証基盤、また端末エミュレータやクライアントサーバモデルのアプリケーションも対象にしたシングルサインオンなどのシステムを実現するために導入されている。

## 沿革
- 2000年 グローバルな金融機関の監査、コンプライアンス、IT基盤にたずわらっていたメンバーらによりシンガポールにおいて創業
- 2001年 初版 AccessMatrix™ セキュリティ基盤を発売
- 2002年 AccessMatrix™ USOの販売を開始
- 2002年 日本での販売を開始

## 製品
AccessMatrix™ Universal Sign-On (USO)
エンタープライズ向けシングルサインオン製品、クライアントにおいて代理入力することによりシングルサインオンを実現している。
AccessMatrix™ Universal Credential Manager (UCM)
特権 ID を管理するための製品。ワークフロー機能により特権 ID の利用請求、この承認から、利用後の自動パスワード変更まで設定可能、非常に手間のかかる特権 ID の利用手順を機械化できるので、セキュリティを向上しつつ、ワークロードを下げられる。
AccessMatrix™ Universal Access Management (UAM)
AccessMatrix™ の基盤を使うための SDK 製品。新規システム開発の場合この製品を利用することにより、通常それぞれのアプリケーションで持っているセキュリティ・ロジックを一元化し、それぞれのアプリケーションはログイン処理やアクセス権限の確認については API で AccessMatrix の基盤に処理をゆだねることができる。
AccessMatrix™ Universal Authentication Server (UAS)
認証に関する多くの方式を統合管理するための製品。新しい認証デバイスの追加や変更の際にアプリケーションの変更が必要なくなる。また、複数の認証方式の組み合わせが可能である。